# Danilia telebatha
Danilia telebatha is een slakkensoort uit de familie van de Chilodontaidae. De wetenschappelijke naam van de soort is voor het eerst geldig gepubliceerd in 1911 door Hedley.